# Eremo di Calomini
L'Eremo di Calomini, o Santuario di Sancta Maria ad Martyres, è un santuario nel comune di Fabbriche di Vergemoli (LU)

## Storia
Nel XII-XIII secolo ha origine questo luogo eremitico (eremo vuol dire luogo deserto, solitario, in disparte) di preghiera e di culto, nell'onda del movimento eremitico agostiniano nel tempo.
Alcuni eremiti si ritirarono in questo luogo, probabilmente attratti sia dalle grotte naturali che dalla copiosa sorgente di acqua presenti in questa parete rocciosa, per vivere una vita evangelica di dedizione alla preghiera, al silenzio, alla ricerca spirituale, all'ascolto di Dio, del creato e di coloro che li visitavano per parlare e pregare insieme.
Nel 1361 è attestata l'esistenza dell'Eremo di Calomini con annessa "cella eremitica" ed una cappella dedicata a Sancta Maria ad Martyres. Questo raro titolo mariano ha origine nella Basilica romana del Pantheon dove furono portate nel VII secolo le ossa dei martiri delle catacombe, e si ritrova all'Eremo di Rupecava a Ripafratta tra Pisa e Lucca, al quale, forse, l'Eremo di Calomini era collegato.
Dai primi decenni del secolo XV a tutto il secolo XVI si assiste ad una graduale decadenza, per cui il luogo viene affidato in commenda a rettori che non vi abitavano.
Dall'inizio del 1600 fino alla fine del 1700 avviene una grande crescita e sviluppo del Santuario sia riguardo all'edificio, ampliato e realizzato come lo vediamo oggi, sia riguardo alla vitalità del luogo, meta di numerosi pellegrinaggi.
Nel 1800, in seguito a varie difficoltà, finisce la presenza degli eremiti, per cui il Santuario viene affidato ai parroci del luogo. Dal 1914 al 2010 viene affidato ai frati Cappuccini. Dal 2011 è affidato ad un'altra comunità religiosa.
Dal 1º giugno 2023 è Fratel Benedetto monaco eremita cistercense a prendersene cura.

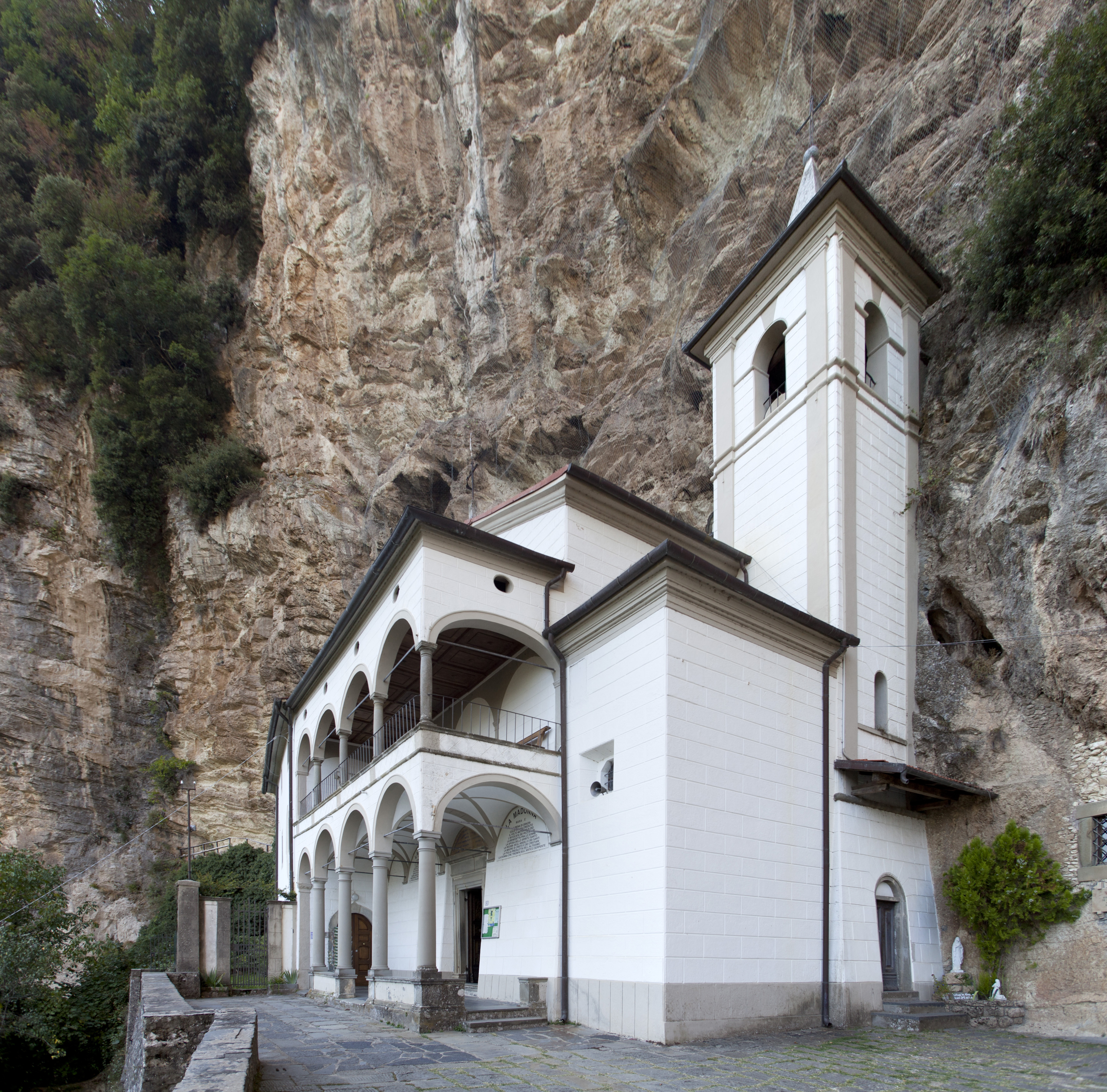

## Descrizione
Mirabile esempio di architettura rupestre (scavata nella rupe). Tutti gli edifici sono scavati o appoggiati nella parete rocciosa.
Prima della chiesa sulla destra c'è una grotta in cui si accoglievano i pellegrini, adesso è la cappella della preghiera quotidiana.
Antistante c'è l'edificio della foresteria, tutto addossato alla roccia, dove possono essere accolti i gruppi e le persone che vogliono vivere un'esperienza spirituale.
La grotta che funge da sacrestia, del XVII secolo, è accanto al nucleo originario e primitivo della chiesa, dove si trova l'altare con la Madonna e assomiglia alla primitiva chiesetta medievale. Conserva un pregevole mobile in legno del 1700.
La chiesa attuale è del 1600 e 1700, in stile barocco. Dal gradino dell'altare fino alla statua della Madonna è dentro la grotta ed è il luogo della primitiva chiesa medievale. Pregevole è la porta con i quattro evangelisti, il pulpito in legno e i confessionali. Di notevole valore anche la volta, gli stucchi, gli angeli, gli altari laterali. 
La statua della Madonna col Bambino, ritenuta miracolosa, è custodita in un altare settecentesco composto da sei colonne tortili che sostengono un complesso fastigio animato da angeli in volo in gesso policromo. 
A sinistra della chiesa si sono sviluppati due edifici: uno è staccato dalla roccia, costruito come convento nel 1600 con un bel salone conventuale e un balcone con una splendida vista; l'altra parte è scavata nella roccia con le antiche grotte medievali degli eremiti, dove adesso è possibile fare esperienza di preghiera e meditazione.
La sacrestia, posta in un incavo della roccia, è corredata di notevoli arredi lignei firmati da Luca Pini, frate all'Eremo, e datati 1707.

## Leggende
Tre leggende tramandano le sue origini:

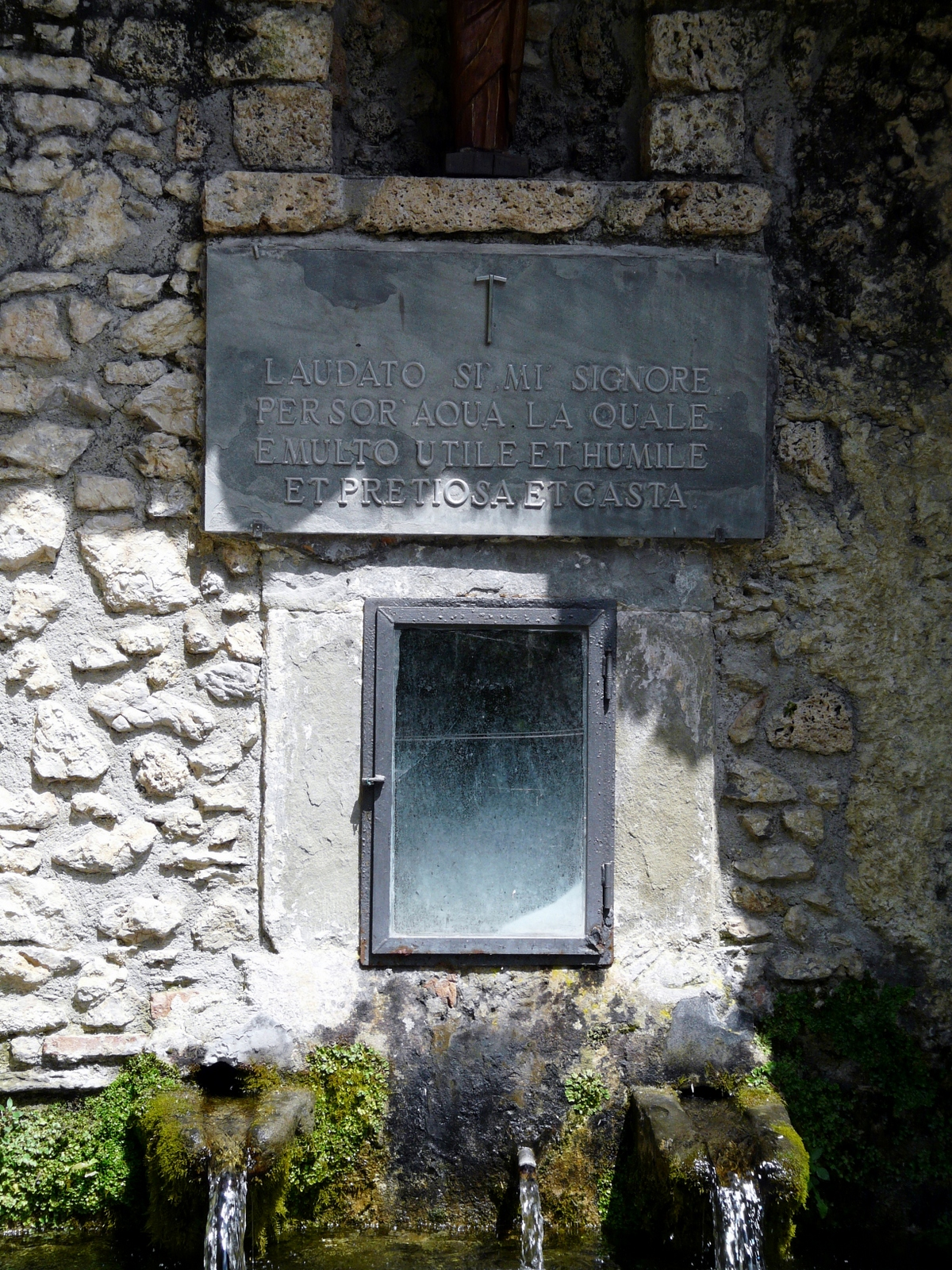

1 - si narra che nei pressi di uno zampillo dalla roccia l'immagine della Madonna si rivelò ad una pastorella; l'immagine fu quindi portata a Gallicano per darle maggiore importanza; ma 24 ore dopo fu ritrovata nuovamente alla roccia vicino allo zampillo. Fu allora deciso di lasciarla lì e di scavare nella roccia un riparo che successivamente divenne una chiesetta cui fu dato il nome di S. Maria ad Martyres.
2 - un gruppo di pastori trovarono una statua della Madonna e la collocarono all'interno di una grotta; seguirono numerosi miracoli che portarono allo scavo della grotta di una chiesa.
3 - una donna cadde dal dirupo; mentre cadeva invocò la Madonna e fu da Lei salvata: Da questo fatto nacque il luogo religioso